# Eriauchenius gracilicollis
Eriauchenius gracilicollis — вид аранеоморфных пауков из семейства Archaeidae. Научное название вида скомбинировано из латинских слов gracilis — тонкий, и collum — шея. Эндемичный вид пауков Мадагаскара.
Паук длиной около 2 мм. Охотится на других пауков, убивая их ядом.